# Qalaboyun
Qalaboyun är en ort i Azerbajdzjan.   Den ligger i distriktet Tovuz Rayonu, i den västra delen av landet, 400 km väster om huvudstaden Baku. Qalaboyun ligger 1 582 meter över havet och antalet invånare är 426.
Terrängen runt Qalaboyun är huvudsakligen kuperad, men åt sydost är den bergig. Qalaboyun ligger uppe på en höjd. Närmaste större samhälle är Çatax, 5,4 km sydväst om Qalaboyun.
Omgivningarna runt Qalaboyun är en mosaik av jordbruksmark och naturlig växtlighet. Runt Qalaboyun är det ganska tätbefolkat, med 78 invånare per kvadratkilometer.